# قائمة الأوسمة العسكرية (السعودية)
الأنواط العسكرية هي علامة مميزة للتكريم والتشجيع، تعلق على الملابس العسكرية في أشكال محددة، وتمنح للمرء لقيامه بأعمال بارزة، أو تفوقه في مجالات العمل، والفكر العسكري.
| الأوسمة والأنواط والميداليات العسكرية السعودية |                             | |         |      |
| الصورة                                         | الاسم                       | الاستحقاق | ملاحظات | مصدر |
|                                                | نوط الشجاعة                 | يمنح هذا النوط للعسكريين السعوديين، والمشاركين معهم من الدول الشقيقة والصديقة في الحالات التالية: - الاستبسال في ميدان القتال. * القيام بأعمال مجيدة كالإغارة، وتخليص الأسرى والرهائن أثناء العمليات الحربية أو العمليات الأمنية. |         |      |
|                                                | نوط القيادة                 | يمنح هذا النوط للعسكريين السعوديين البارزين الذين أمضوا مدة لا تقل عن ثلاث سنوات في مناصب قيادية أثبتوا خلالها كفاية في القيادة وبراعة في التخطيط وإصدار القرارات التي تسهم في رفع درجة استعداد الوحدات أو مستوى أداء الإدارات اثناء التدريب أو تنفيذ العمليات الحربية أو الأمنية في السلم أو الحرب. |         |      |
|                                                | نوط المعركة                 | يمنح لكل من شارك في معركة حربية من العسكريين، والمدنيين السعوديين، ولمن شاركهم من الدول الشقيقة، والصديقة. تحدد أسماء المشاركين بشهادة موقعة من قائد التشكيل أو من يخوله يوضح فيها تاريخ وجودهم، والمهمة المنوطة بهم. |         |      |
|                                                | نوط الشرف                   | يمنح هذا النوط للعسكريين السعوديين والمقاتلين معهم من القوات الشقيقة في حالات الإصابة أثناء تأدية الواجب. |         |      |
|                                                | نوط الإدارة                 | يمنح هذا النوط للعسكريين في الحالات الآتية: * الإبداع في مجالات الإدارة العسكرية، والأمنية، ورفع درجة استعداد الوحدات. * حسن تمثيل البلاد في الخارج بما يحقق المكاسب والفخر للوطن. * المهارة الفائقة في وضع الخطط الإدارية في المعارك، أو المهام الأمنية بما ينم عن فهم لفنون الإدارة العسكرية. * إدارة المشاريع الهندسية، والإنشائية العسكرية بكفاية. |         |      |
|                                                | نوط الأمن                   | يمنح هذا النوط للعسكريين والمدنيين في القطاعات العسكرية، والعاملين معهم من الدول الشقيقة والصديقة في الحالات التالية: * توفير المعلومات الاستخبارية والاستطلاع عن العدو، ونشاطاته. * القيام بالأعمال التي تخدم المصلحة العامة واستتباب الأمن. |         |      |
|                                                | نوط الإنقاذ                 | يمنح للعسكريين والمدنيين المشاركين في حالات إنقاذ حياة الآخرين في عمليات الإغاثة والنجدة والكوارث. |         |      |
|                                                | نوط المعلم                  | يمنح هذا النوط للعسكريين والمدنيين السعوديين والعاملين معهم من الدول الشقيقة، والصديقة الذين يقومون بواجب التدريس في الكليات، والمعاهد والمدارس، ومراكز التدريب لمدة لا تقل عن ثلاث سنوات على أن يؤدوها بدرجة ممتازة بناءً على تقرير كفاية يشهد له بالإبداع في ذلك. |         |      |

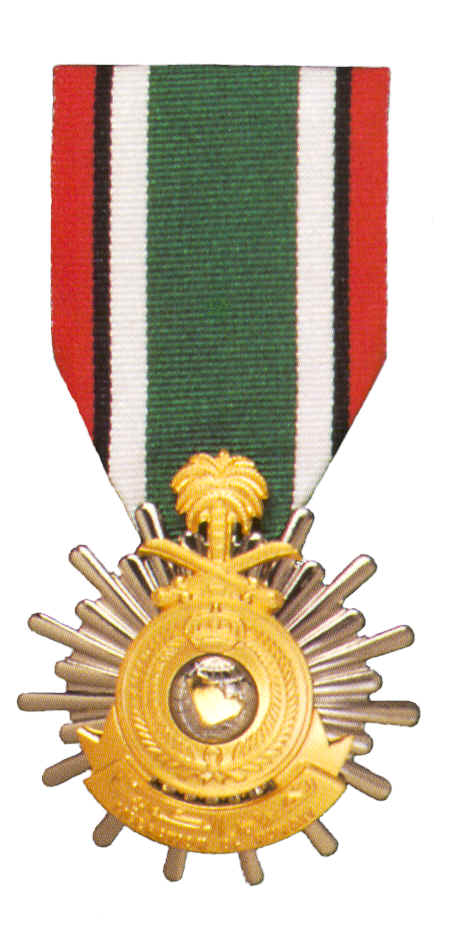
ميدالية تحرير الكويت

|                                                | نوط الإتقان                 | يمنح هذا النوط للعسكريين والمدنيين العاملين في القطاعات العسكرية في الحالات التالية: * البراعة، والمهارة في مجالات العمل الفني، وإتقان التخصص. * التفوق في رفع درجة استعداد القوات. * التفوق في صيانة وتشغيل الأسلحة والمعدات والذخائر. * التفوق في إجراءات الأمن والسلامة. * يشترط لمنح هذا النوط أن يكون الممنوح له قد أمضى سنة على الأقل في مزاولة النشاط الذي أتقنه. |         |      |
|                                                | نوط الإبتكار                | يُمنح هذا النوط للعسكريين، والمدنيين الُسعوديين، والعاملين معهم من الدول الشقيقة، والصديقة في حالة ابتكار تحسينات أو استحداث مخترعات علمية أو فنية أو تقديم دراسات أو بحوث، على أن يكون في ذلك فائدة لتطوير الأسلحة أو المعدات أو التجهيزات العسكرية أو الأمنية. |         |      |
|                                                | نوط الرامي                  | يمنح هذا النوط للعسكريين السعوديين في الحالات التالية: * إصابة الأهداف المعادية. * التفوق في التدريبات في القطاعات العسكرية، والأمنية لمدة سنتين متتاليتين. * المتفوقين في الرماية الذين يتم اختيارهم لتمثيل البلاد في الخارج. |         |      |
|                                                | نوط الخدمة العسكرية         | 1. يمنح نوط الخدمة العسكرية، حسب الاجراءات التنفيذية، للعسكريين السعوديين الذين يمضون خدمة فعلية متواصلة لمدة عشر سنوات ما لم يصدر خلالها بحقهم أي من العقوبات التالية: * حد شرعى. * السجن لمدة أو مدد تتجاوز في مجموعها خمسة واربعين يوم * الحسم من الراتب بما يتجاوز في مجموع مرات الحسم خمسة واربعين يوما. * السجن والحسم لمدة أو مدد تتجاوز في مجموعها خمسة وأربعين يوما. ثم يصار إلى منحهم كل خمس سنوات. * وتكون كل فترة من مدد الخدمة مستقلة عن الأخرى فيما يتعلق باحتساب مدة العقوبة. 2. لأغراض منح نوط الخدمة العسكرية إذا أعيد العسكرى للخدمة بعد الاستقالة أو انهاء خدماته لأسباب غير تأديبية تحتسب له خدماته الفعلية المتواصلة السابقة للاستقالة أو انهاء الخدمة. |         |      |
|                                                | نوط الحج                    | يمنح نوط الحج للمشاركين في أعمال الحج وخدمة ضيوف الرحمن من العسكريين والمدنيين ولمن شاركهم من الدول الشقيقة والصديقة الذين تميزوا بتقديم خدمات أثرت إيجابياً على الخطة العامة للحج، على أن يكون المنح في حالة التميز مرة ثانية بعد خمس سنوات لا يشترط فيها التتابع. وفي حالة تكرار المنح توضع صورة الكعبة المشرفة في أقصى يمين إطار شارة النوط. |         |      |
|                                                | نوط تحرير الكويت            | |         |      |
|                                                | ميدالية سلاح البحرية ثالثة  | |         |      |
|                                                | ميدالية الحرم (ضباط)        | |         |      |
|                                                | ميدالية الحرم (أفراد)       | |         |      |
|                                                | نوط سيف الحرية              | |         |      |
|                                                | نوط الخدمة للمرة الأولى     | |         |      |
|                                                | نوط الخدمة للمرة الثانية    | |         |      |
|                                                | نوط الخدمة للمرة الثالثة    | |         |      |
|                                                | نوط الخدمة للمرة الرابعة    | |         |      |
|                                                | نوط الخدمة للمرة الخامسة    | |         |      |
|                                                | نوط درع الجزيرة             | |         |      |
|                                                | نوط المعلم                  | |         |      |
|                                                | نوط المعلم                  | |         |      |
| نوط الذكرى المئوي                              | نوط الذكرى المئوي           | |         |      |
|                                                | ميدالية الاستحقاق أولى      | |         |      |
|                                                | ميدالية الاستحقاق ثانية     | |         |      |
|                                                | ميدالية الاستحقاق ثالثة     | |         |      |
|                                                | ميدالية التقرير أولى        | |         |      |
|                                                | ميدالية التقرير ثانية       | |         |      |
|                                                | ميدالية التقرير ثالثة       | |         |      |
|                                                | ميدالية الصقر للطيران أولى  | |         |      |
|                                                | ميدالية الصقر للطيران ثانية | |         |      |
|                                                | ميدالية الصقر للطيران ثالثة | |         |      |
|                                                | ميدالية سلاح البحرية أولى   | |         |      |
|                                                | ميدالية سلاح البحرية ثانية  | |         |      |